# Arnold Lewak
Arnold Aron Lewak (ur. 29 grudnia 1902 w Kielcach, zm. 7 listopada 1976 w Katowicach) – pianista, skrzypek, altowiolista, dyrygent.

## Życiorys
Był synem Jakuba. Kształcił się w Konserwatorium Muzycznym Heleny Kijeńskiej w Łodzi, które ukończył w 1926 roku. Od 1920 roku pracował jako pianista w niemych kinach w Łodzi. Prowadził m.in. zespół instrumentalny w Grand Hotelu, w latach 1927–1930 w Krakowie, w 1931–1932 w Zakopanem. Grał tam w kawiarni Franciszka Trzaskowskiego. Spotykał się tam świat artystyczny. Jak pisał „Trubadur Warszawy”: „w Zakopanem u Trzaski koncertuje znakomita orkiestra Lewaka i Schildhorna. Pierwszy z nich to znakomity pianista o kolosalnej technice, drugi – młody, uzdolniony skrzypek (...), dają codziennie licznej publiczności prawdziwą biesiadę muzyczną. Jeżeli dodamy, że oprócz muzyki jazzowej jest jeszcze, choć w małych dawkach, muzyka poważna, i to w wykonaniu takich mistrzów, wtedy zrozumiemy, dlaczego orkiestra u Trzaski ma takie duże powodzenie”. Od 1933 roku działał w Katowicach, na krótko przed wybuchem wojny był członkiem zespołu instrumentalnego Banda w Krakowie (założyciel: Stanisław Landau, muzycy: Arnold Lewak, Bernard (Jan) Potok, Zygmunt Haar, B. Norbert, Jan Weber, Leopold Haar, Józef Weber, oraz bliżej nieznani muzycy Dudek i Minzer). W czasie wojny więzień obozów koncentracyjnych. Po wojnie był kierownikiem muzycznym Teatru Satyry w Łodzi, w latach 1947–1950 prowadził zespół rozrywkowy w Katowicach, następnie był instruktorem w domach kultury w Katowicach i Gliwicach oraz akompaniatorem w katowickiej Estradzie. W latach 1958–1968 korepetytor solistów w Operetce Śląskiej w Gliwicach. Komponował muzykę taneczną.
Skomponował muzykę do sztuki Wspólne Mieszkanie, wystawianej w teatrze w Jeleniej Górze w 1965 roku.